# Amphiura poecila
Amphiura poecila är en ormstjärneart som beskrevs av Hubert Lyman Clark 1915. Amphiura poecila ingår i släktet Amphiura och familjen trådormstjärnor. Inga underarter finns listade i Catalogue of Life.